# Koposov II
Koposov II és un cúmul globular de baixa lluminositat a la constel·lació dels Bessons en l'halo de la Via Làctia. Va ser descobert, juntament amb grup globular Koposov I per S. Koposov et al. el 2007. Koposov I i Koposov II van ser descrits pels seus descobridors com els "cúmuls globulars de lluminositat més baixa que orbiten la Via Làctia," juntament amb AM 4, Palomar 1, i Whiting 1.